# دوري أبطال أوروبا للكرة الطائرة
دوري أبطال أوروبا للكرة الطائرة هي بطولة سنوية لرياضة كرة الطائرة للرجال تلعب يين أفضل الفرق الأوروبية وينظمها الاتحاد الأوروبي للكرة الطائرة.